# Mika Kojonkoski
Mika Kojonkoski (Rauma, 1963. április 19. –) finn síugró, jelenleg a norvég síugró csapat edzője. Kuopióban lakik.

## Síugróként
Bár síugróként kezdte pályafutását, sosem volt képes olyan jó síugró lenni, mint honfitársa,  Matti Nykänen. Kojonkoski az 1984 és 1987 között szerepelt a síugró világkupában. Legjobb helyezése egy 9. hely volt az 1985-86-os szezonban. Három szezonja alatt összesen 15 világkupa pontot gyűjtött össze. 1990-ben Finnországban csapatban lett győztes a hazai bajnokságban.

## Edzőként
Bár síugróként nem aratott jelentős sikereket, edzőként ismert alakja lett a síugrósportnak. Kezdetben a finn ifjúsági csapat edzője volt, majd 1997-ben az osztrák csapat edzője lett. 1999-ben hazatért Finnországba, hogy az otthoni csapatot edze. 2002-től a norvég csapat edzője, ahol olyan remek sportolók kerültek ki a keze alól, mint Sigurd Pettersen, Lars Bystøl, Bjørn Einar Romøren, Anders Jacobsen, Johann Remen Evensen és Tom Hilde.

## Politikusként
Kojonkoski városa, Kuopio aktív politikusa volt 1997 és 2004 között a Nemzeti Koalíció pártjának színeiben.